# Campeonato de España Open de Primavera de Natación 2022
El XXII Campeonato de España Open de Primavera de Natación se celebró en Torremolinos entre el 9 y el 13 de abril de 2022 bajo la organización de la Real Federación Española de Natación (RFEN) y la Federación Andaluza de Natación.
Este campeonato fue clasificatorio para el Campeonato Mundial de Natación de 2022, el Campeonato Europeo de Natación de 2022 y los Juegos Mediterráneos de 2022. Las competiciones se realizaron en la Piscina Municipal Virgen del Carmen de la ciudad andaluza.
Originalmente se iba a celebrar en el Centro Acuático de Málaga, pero debido al desprendimiento del techo de la piscina se trasladó la sede a Torremolinos.

## Resultados

### Masculino
| Evento                 | Oro                                       | Plata                                         | Bronce                                        |
| ---------------------- | ----------------------------------------- | --------------------------------------------- | --------------------------------------------- |
| 50 m libre (12.04)     | Youssef Ramadan · Egipto · 22,39          | Konrad Czerniak Madrid N. C. 22,49            | Juan Francisco Segura Madrid N. C. 22,65      |
| 100 m libre (09.04)    | Sergio de Celis C. N. Sabadell 49,18      | Youssef Ramadan · Egipto · 49,42              | Luis Domínguez E. M. El Olivar 49,49          |
| 200 m libre (10.04)    | Luis Domínguez E. M. El Olivar 1:48,59    | Sergio de Celis C. N. Sabadell 1:48,97        | Mario Mollà C. N. Terrassa 1:49,54            |
| 400 m libre (13.04)    | Carlos Garach C. N. Churriana 3:51,81     | Carlos Quijada Real Canoe N. C. 3:52,51       | Ferran Julià C. E. Mediterrani 3:52,56        |
| 800 m libre (11.04)    | Carlos Garach C. N. Churriana 7:56,95     | Carlos Quijada Real Canoe N. C. 8:03,34       | Albert Escrits C. N. Sant Andreu 8:05,78      |
| 1500 m libre (09.04)   | Carlos Garach C. N. Churriana 15:00,90    | Albert Escrits C. N. Sant Andreu 15:26,11     | Guillem Pujol C. N. Mataró 15:32,17           |
| 50 m espalda (10.04)   | Juan Francisco Segura Madrid N. C. 25,35  | Manuel Martos C. N. Sabadell 25,54            | Alejandro Calderón C. E. Mediterrani 26,01    |
| 100 m espalda (09.04)  | Diego Mira C. N. Sabadell 55,63           | Javier Arauz C. D. Gredos San Diego 55,70     | Manuel Martos C. N. Sabadell 55,76            |
| 200 m espalda (11.04)  | Diego Mira C. N. Sabadell 2:00,45         | Manuel Martos C. N. Sabadell 2:01,25          | Nicolás García C. D. Gredos San Diego 2:01,36 |
| 50 m braza (09.04)     | David Benítez C. N. Terrassa 27,99        | Martín Melconian C. D. Alameda de Osuna 28,60 | Jaime Morote Madrid N. C. 28,61               |
| 100 m braza (10.04)    | Anton McKee Pinnacle Racing VT 1:00,80    | Carles Coll C. N. Sabadell 1:01,59            | David Benítez C. N. Terrassa 1:02,52          |
| 200 m braza (13.04)    | Anton McKee Pinnacle Racing VT 2:10,02    | Carles Coll C. N. Sabadell 2:11,91            | Álex Castejón C. N. Sabadell 2:13,30          |
| 50 m mariposa (13.04)  | Konrad Czerniak Madrid N. C. 23,48        | Alberto Lozano C. E. Mediterrani 23,65        | Youssef Ramadan · Egipto · 23,96              |
| 100 m mariposa (11.04) | Youssef Ramadan · Egipto · 52,00          | Alberto Lozano C. E. Mediterrani 52,62        | Jorge Otaiza · Venezuela · 52,81              |
| 200 m mariposa (12.04) | Joan Lluís Pons C. N. Sant Andreu 1:58,80 | Miguel Martínez Real Canoe N. C. 1:58,81      | Arbidel González C. N. Santa Olaya 1:59,22    |
| 200 m estilos (12.04)  | Carles Coll C. N. Sabadell 2:00,96        | Marcos Martín Real Canoe N. C. 2:03,73        | Alberto Hernández C. N. Sant Andreu 2:03,88   |
| 400 m estilos (10.04)  | Joan Lluís Pons C. N. Sant Andreu 4:15,59 | Álex Castejón C. N. Sabadell 4:17,60          | Marcos Martín Real Canoe N. C. 4:20,35        |

### Femenino
| Evento                 | Oro                                                    | Plata                                                                     | Bronce                                         |
| ---------------------- | ------------------------------------------------------ | ------------------------------------------------------------------------- | ---------------------------------------------- |
| 50 m libre (12.04)     | Lidón Muñoz C. N. Sant Andreu 25,32                    | Marta González C. N. Sant Andreu 25,64                                    | Diana Santamaría C. D. N. Inacua Málaga 26,16  |
| 100 m libre (09.04)    | Lidón Muñoz C. N. Sant Andreu 55,72                    | Ainhoa Campabadal C. N. Sant Andreu 55,89                                 | Marta González C. N. Sant Andreu 56,11         |
| 200 m libre (10.04)    | Ainhoa Campabadal C. N. Sant Andreu 2:01,17            | Paula Juste C. N. Lleida 2:01,38                                          | Alba Herrero C. N. Tenis Elche 2:01,58         |
| 400 m libre (13.04)    | Ainhoa Campabadal C. N. Sant Andreu 4:14,68            | Ángela Martínez KZM S. T. 4:15,00                                         | Paula Otero C. N. Arteixo 4:15,38              |
| 800 m libre (09.04)    | Paula Otero C. N. Arteixo 8:34,90                      | Kristel Köbrich · Chile · 8:35,63                                         | Ángela Martínez KZM S. T. 8:36,23              |
| 1500 m libre (11.04)   | Ángela Martínez KZM S. T. 16:20,66                     | Kristel Köbrich · Chile · 16:27,16                                        | Paula Otero C. N. Arteixo 16:31,86             |
| 50 m espalda (10.04)   | Lidón Muñoz C. N. Sant Andreu 28,82                    | Mireia Pradell C. N. Barcelona Tamara Frías R. C. Náutico de Motril 28,87 | —                                              |
| 100 m espalda (09.04)  | África Zamorano C. N. Sant Andreu 1:01,68              | Mireia Pradell C. N. Barcelona 1:02,14                                    | Estella Llum Tonrath Club CampusEsport 1:02,96 |
| 200 m espalda (11.04)  | África Zamorano C. N. Sant Andreu 2:11,43              | Estella Llum Tonrath Club CampusEsport 2:14,10                            | Paula González R. C. N. Delfín 2:14,11         |
| 50 m braza (09.04)     | Jessica Vall C. N. Sant Andreu 31,17                   | Marina García C. N. Sabadell 31,74                                        | María Ramos C. D. Gredos San Diego 31,80       |
| 100 m braza (10.04)    | Jessica Vall C. N. Sant Andreu 1:08,23                 | Marina García C. N. Sabadell 1:08,74                                      | Laura Rodríguez C. N. Mijas 1:09,63            |
| 200 m braza (13.04)    | Jessica Vall C. N. Sant Andreu 2:25,92                 | Marina García C. N. Sabadell 2:27,28                                      | Emma Carrasco C. N. Sant Andreu 2:29,18        |
| 50 m mariposa (13.04)  | Rosa Peris C. N. Castalia Castellón Costa Azahar 27,14 | Alba Guillamón C. N. Sant Andreu 27,29                                    | Mariana Cunha C. N. Colégio Efanor 27,39       |
| 100 m mariposa (11.04) | Mariana Cunha C. N. Colégio Efanor 1:00,39             | Carla Hurtado C. N. Tenis Elche 1:00,69                                   | Catalina Corró C. N. Sabadell 1:00,82          |
| 200 m mariposa (12.04) | Ana Monteiro Portugal 2:11,95                          | Júlia Pujadas C. N. Sant Andreu 2:14,21                                   | Paula Otero C. N. Arteixo 2:14,62              |
| 200 m estilos (12.04)  | Alba Vázquez C. N. Churriana 2:13,88                   | Paula Juste C. N. Lleida 2:15,15                                          | Catalina Corró C. N. Sabadell 2:15,21          |
| 400 m estilos (10.04)  | Alba Vázquez C. N. Churriana 4:43,09                   | Catalina Corró C. N. Sabadell 4:48,07                                     | Jimena Pérez C. N. Barcelona 4:49,39           |